# Camponotus friedae
Camponotus friedae  (лат.) — вид муравьёв рода Camponotus из подсемейства формицины (Formicinae). 

## Распространение
Тайвань, Япония.

## Описание
Муравьи с полиморфной кастой рабочих (включая солдат). Длина крупных рабочих около 1 см, мелких около 5 мм. От близких видов подрода Tanaemyrmex (Camponotus monju) отличаются окраской: голова чёрная, мезосома, ноги и усики коричневые; брюшко черновато-коричневое. 
Мезосома сильно выпуклая с 20 отстоящими волосками, проподеум сзади резко покатый, клипеус спереди слабо выступающий. Усики длинные, у самок и рабочих 12-члениковые. Жвалы рабочих с 5 зубцами, у солдат с 6 зубцами. Нижнечелюстные щупики 6-члениковые, нижнегубные щупики состоят из 4 сегментов. Стебелёк между грудкой и брюшком состоит из одного сегмента (петиоль). Вид был впервые описан в 1912 году швейцарским биологом Огюстом Форелем, а его валидный статус был подтверждён в ходе ревизии, проведённой в 1999 году японским мирмекологом Мамору Тераямой (Laboratory of Applied Entomology, Division of Agriculture and Agricultural Life Sciences, Токийский университет, Токио, Япония).